# Plagodis grisescens
Plagodis grisescens är en fjärilsart som beskrevs av Barend J. Lempke 1951. Plagodis grisescens ingår i släktet Plagodis och familjen mätare. Inga underarter finns listade i Catalogue of Life.